# 约瑟夫·拉普

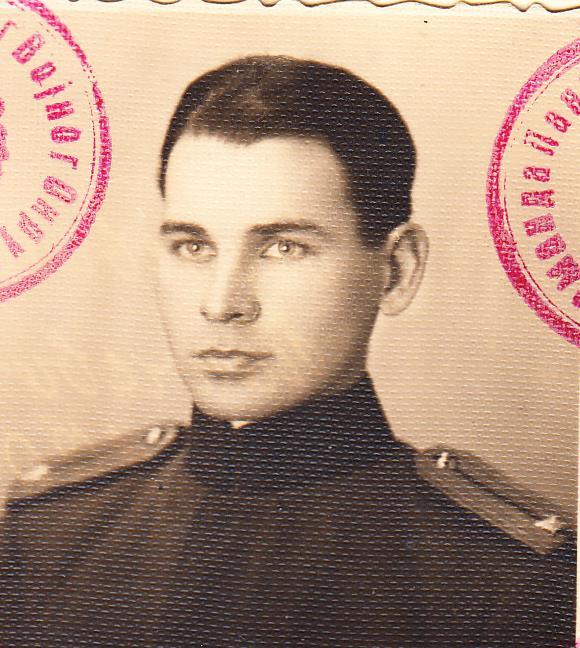
约瑟夫·拉普

约瑟夫·拉普（Josef Lapp，1909年10月18日—1993年2月18日) 是多瑙施瓦本人，納粹德國官員，1941年至1944年期間任巴纳特副总督。
1944年10月，納粹德國不再控制伏伊伏丁那後，约瑟夫·拉普逃往德国。1945年中，约瑟夫·拉普在巴伐利亚被美国德国占领军逮捕，并被拘留。 1946年6月，由於被害怕引渡到南斯拉夫社会主义联邦共和国，约瑟夫·拉普從拘留所逃跑。
自1952年3月起，约瑟夫·拉普成為德国红十字会汉堡辦事處寻人服务部门的一名雇员。
1954年至1974年期間，约瑟夫·拉普担任德国红十字会汉堡辦事處寻人服务处工会主席。 1956 年至1979年间，约瑟夫·拉普担任多瑙河施瓦本协会汉堡服務處主席。